# Fabio Jakobsen
Fabio Jakobsen (ur. 31 sierpnia 1996 w Gorinchem) – holenderski kolarz szosowy.
5 sierpnia 2020 w Katowicach, na finiszu 1. etapu Tour de Pologne, po faulu ze strony Dylana Groenewegena (za niebezpieczne zachowanie Groenewegen został później ukarany przez UCI 9-miesięczną dyskwalifikacją) doznał bardzo poważnego upadku, po którym w ciężkim stanie trafił do szpitala – w wyniku doznanych urazów stracił kilkanaście zębów, na jego twarzy założono około 130 szwów, a jego szczęka została zrekonstruowana między innymi dzięki przeszczepowi kości z miednicy. Mimo tak rozległych obrażeń w kwietniu 2021 powrócił do rywalizacji kolarskiej na poziomie międzynarodowym, startując w Presidential Cycling Tour of Turkey, w lipcu odniósł pierwsze wygrane na tym szczeblu (dwa etapy Tour de Wallonie), a w sierpniu 2021 wygrał dwa etapy Vuelta a España.

## Osiągnięcia
Opracowano na podstawie:

2015
- 2. miejsce w mistrzostwach Holandii U23 (start wspólny)

2016
- 1. miejsce na 2. etapie ZLM Tour
- 1. miejsce w mistrzostwach Holandii U23 (start wspólny)
- 1. miejsce w Slag om Norg

2017
- 2. miejsce w Dorpenomloop Rucphen
- 1. miejsce na 2. etapie Tour de Normandie
- 1. miejsce w Eschborn–Frankfurt U23
- 1. miejsce w Ronde van Noord-Holland
- 1. miejsce w mistrzostwach Holandii U23 (start wspólny)
- 1. miejsce na 4. etapie Tour Alsace
- 1. miejsce na 2. etapie Tour de l’Avenir
- 1. miejsce na 3. i 4. etapie Olympia’s Tour

2018
- 1. miejsce w Nokere Koerse
- 1. miejsce w Scheldeprijs
- 1. miejsce na 1. etapie Tour des Fjords
- 2. miejsce w Halle–Ingooigem
- 1. miejsce na 1. etapie BinckBank Tour
- 1. miejsce na 4. etapie Okolo Slovenska
- 2. miejsce w Hammer Hong Kong (drużynowo)
- 1. miejsce w klasyfikacji punktowej Tour of Guangxi
  - 1. miejsce na 3. i 6. etapie

2019
- 1. miejsce na 1. etapie Volta ao Algarve
- 1. miejsce w Scheldeprijs
- 1. miejsce na 3. etapie Tour of Turkey
- 1. miejsce na 4. etapie Tour of California
- 1. miejsce w Hammer Limburg (drużynowo)
  - 1. miejsce na 1. i 2. etapie (drużynowo)
- 2. miejsce w Elfstedenronde
- 1. miejsce w mistrzostwach Holandii (start wspólny)
- 1. miejsce na 4. i 21. etapie Vuelta a España

2020
- 1. miejsce na 5. etapie Volta a la Comunitat Valenciana
- 1. miejsce w klasyfikacji punktowej Volta ao Algarve
  - 1. miejsce na 1. etapie
- 1. miejsce w Grote Prijs Jean-Pierre Monseré
- 1. miejsce na 1. etapie Tour de Pologne

2021
- 1. miejsce na 2. i 5. etapie Tour de Wallonie
- 1. miejsce w klasyfikacji punktowej Vuelta a España
  - 1. miejsce na 4., 8. i 16. etapie
- 1. miejsce w Gooikse Pijl
- 1. miejsce w Tour de l’Eurométropole

2022
- 1. miejsce w klasyfikacji punktowej Volta a la Comunitat Valenciana
  - 1. miejsce na 2. i 5. etapie
- 1. miejsce w klasyfikacji punktowej Volta ao Algarve
  - 1. miejsce na 1. i 3. etapie
- 1. miejsce w Kuurne-Bruksela-Kuurne
- 1. miejsce na 2. etapie Paryż-Nicea
- 1. miejsce w klasyfikacji punktowej Tour de Hongrie
  - 1. miejsce na 2. i 3. etapie
- 1. miejsce w Elfstedenronde
- 1. miejsce na 5. etapie Baloise Belgium Tour
- 1. miejsce na 2. etapie Tour de France
- 1. miejsce w mistrzostwach Europy (start wspólny)
- 1. miejsce w Kampioenschap van Vlaanderen

2023
- 1. miejsce na 2. etapie Vuelta a San Juan
- 1. miejsce na 2. etapie Tirreno-Adriático
- 1. miejsce na 2. etapie Tour de Hongrie
- 3. miejsce w Elfstedenronde
- 1. miejsce na 2. i 5. etapie Baloise Belgium Tour

## Rankingi
| Rok             | 2016 | 2017 | 2018 | 2019 | 2020 | 2021 | 2022 | 2023 | 2024 |
| --------------- | ---- | ---- | ---- | ---- | ---- | ---- | ---- | ---- | ---- |
| UCI World Tour  | -    | -    | 136. |      |      |      |      |      |      |
| World Ranking   | 866. | 325. | 72.  | 91.  | 123. | 61.  | 47.  | 132. | 245. |
| UCI Europe Tour | 678. | 152. | 9.   | 74.  | 102. | 52.  | 40.  | -    | -    |
| UCI Asia Tour   | 330. | -    | 385. |      |      |      |      |      |      |
|                 |      |      |      |      |      |      |      |      |      |
| Źródło: UCI     |      |      |      |      |      |      |      |      |      |